# Afrobarómetro
El Afrobarómetro es un instituto de sondeo de opinión panafricano no partidista que realiza encuestas sobre temas como la democracia, la gobernanza y la economía en África. Su sede está en Acra, Ghana.

## Historia
Tres proyectos de investigación independientes dirigidos por los cofundadores de Afrobarómetro, Michael Bratton, Robert Mattes y Emmanuel Gyimah-Boadi, se fusionaron para formar Afrobarómetro en 1999. Los tres socios principales son: la Universidad Estatal de Míchigan, el Instituto para la Democracia en Sudáfrica (Idasa) y el Centro para el Desarrollo Democrático en Ghana (CDD-Ghana). Michael Bratton fue el primer director ejecutivo del Afrobarómetro. A partir de 2020, Gyimah-Boadi es el director ejecutivo del Afrobarómetro y profesor emérito de la Universidad de Ghana.
En 2004, Afrobarómetro recibió el «Premio al Mejor Conjunto de Datos» de la Asociación Americana de Ciencia Política.

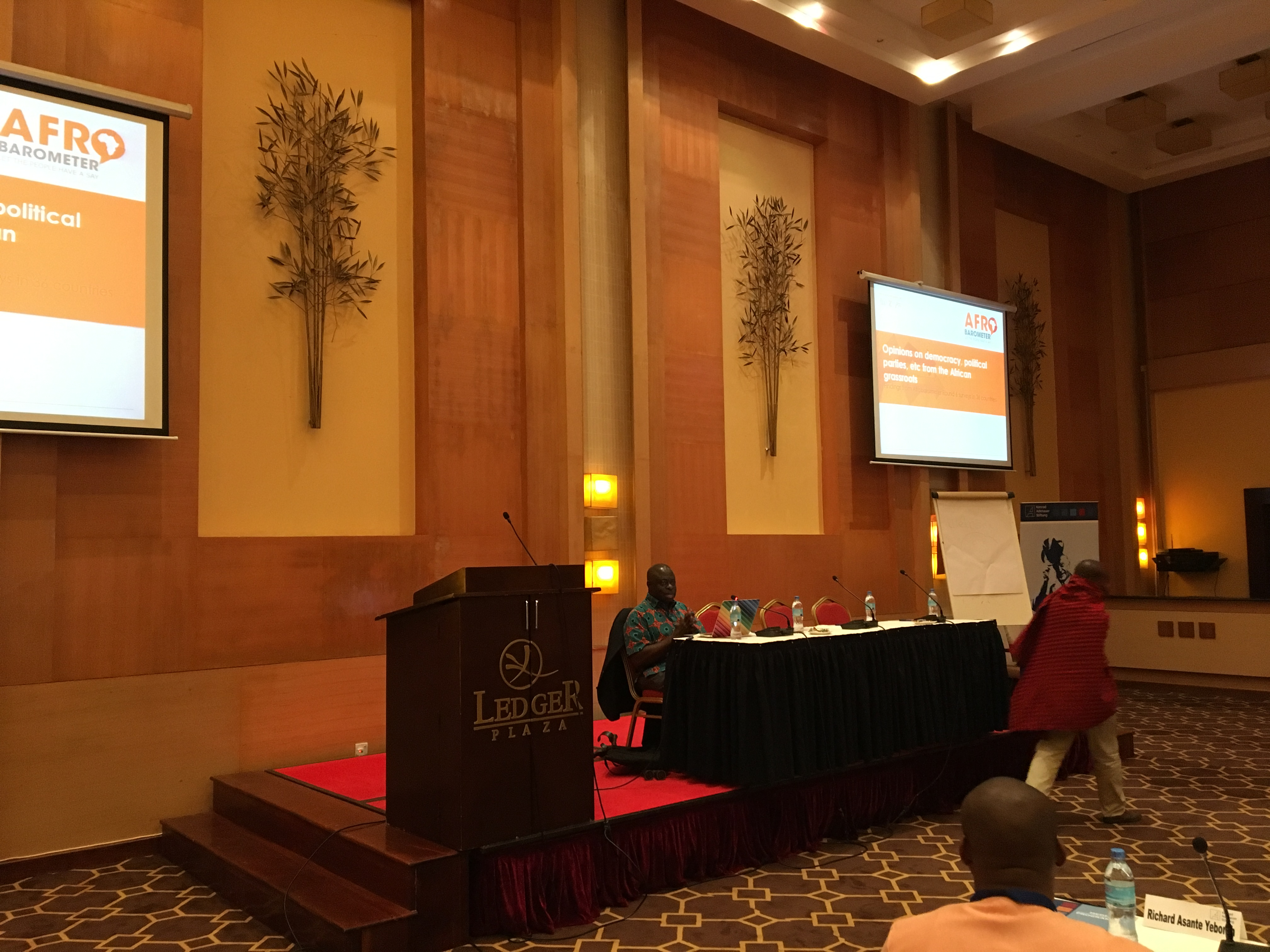
El director ejecutivo del Afrobarómetro, profesor E. Gyimah-Boadi, hablando en una conferencia en noviembre de 2017 en Tanzania.

El instituto, también conocido como red de investigación, ha realizado seis rondas de encuestas en hasta 37 países africanos desde 1999. Las encuestas se centran en Estados democráticos o orientados a las reformas, como Benín, Ghana, Kenia, Malí, Nigeria, Senegal, Sudáfrica y Tanzania. Los resultados de la investigación de opinión se comparten con tomadores de decisiones, defensores de políticas, docentes, periodistas, investigadores, donantes e inversores, así como con ciudadanos activos.
El Afrobarómetro dice que actualmente cubre 21 temas de encuesta: conflicto y crimen, democracia, elecciones, igualdad de género, gobernanza, identidad, macroeconomía y mercados, participación política, pobreza, servicios públicos, capital social, tolerancia, acceso a la justicia, ciudadanía, China, suministro de energía y panafricanismo/regionalismo.
Afrobarómetro está clasificado como una de las colaboraciones institucionales más importantes del mundo entre dos o más think tanks en el Informe Global Go To Think Tank Index publicado por el Instituto Lauder de Universidad de Pensilvania.